# Quercia (araldica)
In araldica la quercia, probabilmente l'albero più nobile del blasone, è assunto come simbolo di forza, potenza, nobiltà, animo forte, antico dominio ecc.
Se ne trova spesso anche il solo frutto, la ghianda.
Una quercia con le fronde incrociate in decusse è detta rovere.

quercia d'oro fruttata di quattro pezzi (Roveredo, Svizzera)
d'azzurro, alla quercia fruttata di nove pezzi d'oro (Damblain, Francia)
quercia d'oro (Beynes, Francia)
quercia di verde, fustata e sradicata al naturale, ghiandifera di nove, di rosso (Ottaviano)
quercia su un colle (Český Dub, Repubblica Ceca)
quercia sormontata da due colombe (Alberobello)
torre addestrata da una quercia (Arcidosso)
ramo di quercia posto in palo (Andria)
ramo di quercia di verde con tre foglie e tre ghiande dello stesso (Chêne-Bourg, Svizzera)
ramo di quercia di verde con una foglia e due ghiande dello stesso (Kleinniedesheim, Germania)